# ليوناردو مانكوسو
ليوناردو مانكوسو (بالإيطالية: Leonardo Mancuso)‏ (26 مايو 1992 بميلانو في إيطاليا - ) هو لاعب كرة قدم إيطالي في مركز الهجوم. لعب مع نادي سيتاديلا وItaly national football C team ‏ وإيه أس بيتزاغيتوني وكارسو كالتشيو ‏.

## وصلات خارجية
- ليوناردو مانكوسو على موقع قاعدة بيانات كرة القدم.إي يو (الإنجليزية)
- ليوناردو مانكوسو على موقع Soccerway.com (الإنجليزية)